# Образование в Бургас
Тази статия описва Образованието в Бургас.

## Висши училища
- Университет „Асен Златаров“
- Бургаски свободен университет

## Гимназии

### Профилирани гимназии
- Търговска гимназия – Бургас;
- ГПАЕ „Гео Милев“;
- Немска езикова гимназия „Гьоте“;
- Гимназия за романски езици „Г. С. Раковски“;
- Национално училище за музикално и сценично изкуство „Професор Панчо Владигеров“;
- Спортно училище „Юрий Гагарин“;
- Природо-математическа гимназия „Акад. Н. Обрешков“;
- Профилирана гимназия за чужди езици „Васил Левски“;
- Вечерна гимназия „Захари Стоянов“;
- Първо частно прогимназиално училище.

### Професионални гимназии
- Механоелектротехника и електроника;
- Морско корабоплаване и риболов „Св. Никола“;
- Туризъм „Проф. д-р Асен Златаров“;
- Професионална гимназия по архитектура, строителство и геодезия „Кольо Фичето“;
- Професионална гимназия по химични технологии „Акад. Н.Д.Зелински“
- Електроника и електротехника „Константин Фотинов“;
- Дървообработване „Георги Кондолов“;
- Сградостроителство и инсталации „Пеньо Пенев“;
- Транспорт.

## Основни и средни училища
- ОУ „Антон Страшимиров“;
- ОУ „Братя Миладинови“;
- ОУ „Васил Априлов“;
- ОУ „Васил Левски“;
- ОУ „Георги Бенковски“;
- ОУ „Елин Пелин“;
- ОУ „Любен Каравелов“;
- ОУ „Найден Геров“;
- ОУ „П. Р. Славейков“ (1911[1]);
- ОУ „Пейо Яворов“;
- ОУ „Св. Климент Охридски“;
- ОУ „Свети Княз Борис I“;
- ОУ „Христо Ботев“;
- СОУ „Димчо Дебелянов“;
- СОУ „Добри Чинтулов“;
- СОУ „Иван Вазов“;
- СОУ „Йордан Йовков“;
- СОУ „Св. св. Кирил и Методий“;
- СОУ „Константин Петканов“;
- СОУ „Константин Преславски“;
- СОУ „Никола Вапцаров“;
- СОУ „Петко Росен“.